# Gradiente de pressão adverso
Um gradiente de pressão adverso ocorre quando a pressão estática aumenta na direção do fluxo. Matematicamente isto é expresso como: 
{\displaystyle dP/dx>0}
Isto é importante para o estudo de camadas limite, uma vez que o aumento da pressão do fluido é o mesmo que o aumento da energia potencial do fluido, o que conduz a uma redução da energia cinética e uma desaceleração do fluido. Uma vez que o fluido na parte interior da camada limite é relativamente lento, é mais fortemente afetado pelo gradiente de pressão crescente. Para um aumento de pressão grande o suficiente, este fluido pode retardar a velocidade a um valor nulo ou mesmo tornar-se invertido. Quando ocorre a inversão do fluxo, o fluxo é dito como sendo separado da superfície. Isto tem consequências importantes na aerodinâmica dado que a separação do fluxo modifica significativamente a distribuição de pressão ao longo da superfície e, portanto, as características de arrasto e sustentação.